# Liujiaquan
Il Liujiaquan (刘家拳, pugilato della famiglia Liu), più conosciuta nella pronuncia cantonese Laugarkuen, è uno stile di arti marziali cinesi del sud della Cina. Esso è uno dei Guangdong wu daming quan.

## Origini
La paternità di questo stile è attribuita a Liu Yiyan (刘一眼), a Liu Sheng (刘生) oppure a Liu Qingshan (刘青山), tutti marzialisti cantonesi.

## Forme
Questo stile ha come Taolu a mano nuda: Dayuntian (大运天); Xiaoyuntian (小运天); Shiquan (十拳); Tianbianyan (天边雁); Batugong (八图功); Liujia Wuxingquan (刘家五形拳); ecc.
Con le armi: Liujia dao (刘家刀); Liujia gun (刘家棍); ecc.

## Hongjiaquan Liujiaquan
In alcune scuole dello stile Hongjiaquan viene praticata una forma chiamata Liujiaquan (Lau Gar Kuen), che sarebbe stata introdotta da Lam Sai Wing dopo la sua assunzione presso l'associazione Jingwu Tiyu Hui del Guangdong.

### Video
- Liujiaquan, su youtube.com.
- Liujiaquan, su youtube.com.